# 杜嚴

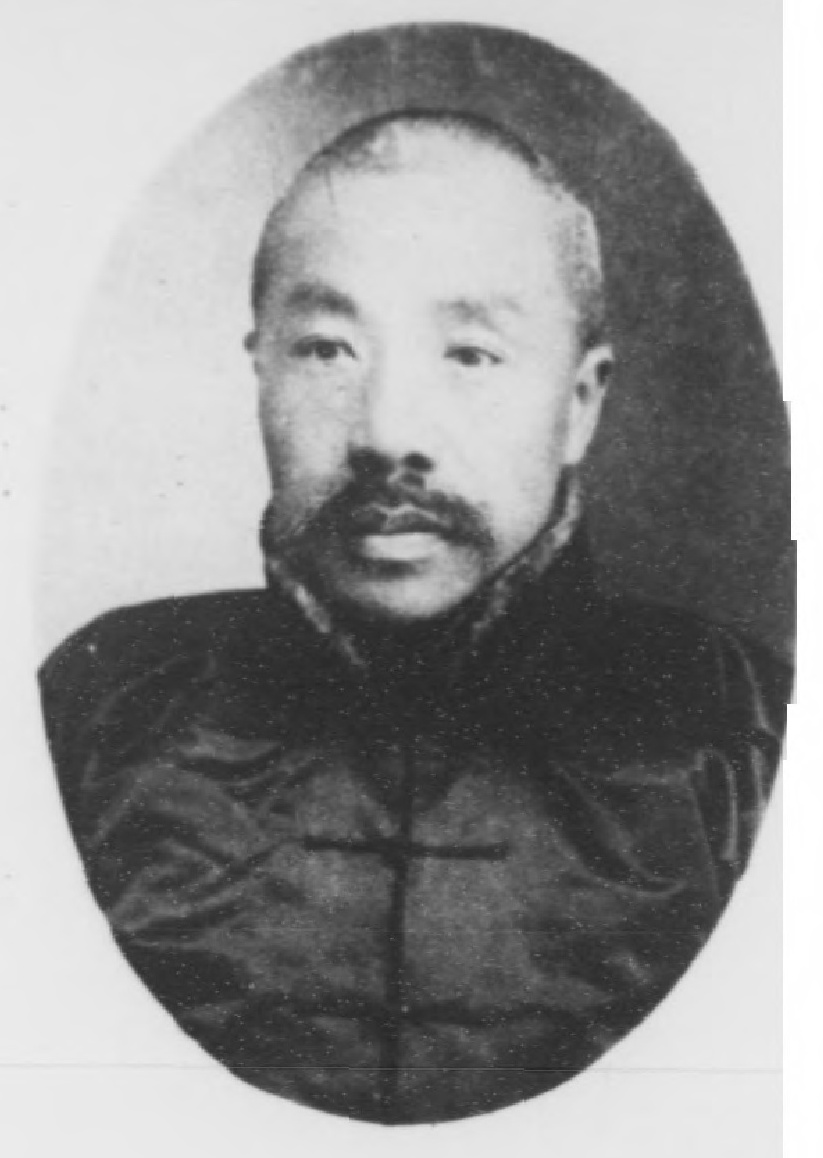
杜嚴的個人近照

杜严（1875—1938），字毅齋，號友梅，河南焦作人，中国近代实业家、教育家和书法家。

## 生平
清光绪三十年（1904年）甲辰恩科二甲第十九名进士，授翰林院庶吉士，入进士馆。随后派赴日本留学，于法政大学毕业，归国授翰林院编修。调回籍筹备咨议局，选为议长。民国初年（1913年）任河南都督府秘书长、民政厅长，后（1915年）调广西省任政务厅长，1916年授「上大夫」。1937年之后，因不愿与日人合作，至四川避难，后病卒。
子杜毓澤，为陈式太极拳名家。
孫 杜珣，為北京大學教授。